# NGC 15
NGC 15 é uma galáxia espiral (Sa) localizada na direcção da constelação de Pegasus. Possui uma declinação de +21° 37' 30" e uma ascensão recta de 0 horas, 09 minutos e 02,4 segundos.
A galáxia NGC 15 foi descoberta em 30 de Outubro de 1864 por Albert Marth.